# ميخائيل مونرو
ميخائيل مونرو (بالفنلندية: Michael Monroe) هو مغني وعازف بيانو فنلندي، ولد في 17 يونيو 1962 في هلسنكي في فنلندا.

## وصلات خارجية
- الموقع الرسمي
- ميخائيل مونرو على موقع IMDb (الإنجليزية)
- ميخائيل مونرو على موقع ميوزك برينز (الإنجليزية)
- ميخائيل مونرو على موقع إن إن دي بي (الإنجليزية)
- ميخائيل مونرو على موقع أول ميوزيك (الإنجليزية)
- ميخائيل مونرو على موقع ديسكوغز (الإنجليزية)
- ميخائيل مونرو على موقع ديسكوغز (الإنجليزية)
- ميخائيل مونرو على موقع قاعدة بيانات الفيلم (الإنجليزية)